# Bishopstone (East Sussex)
Bishopstone – osada w Anglii, w hrabstwie East Sussex, w dystrykcie Lewes. Leży 82 km na południe od Londynu.